# Platychelus pyropygus
Platychelus pyropygus är en skalbaggsart som beskrevs av Hermann Burmeister 1844. Platychelus pyropygus ingår i släktet Platychelus och familjen Melolonthidae. Inga underarter finns listade i Catalogue of Life.